# Aljamdu
Aljamdu ist eine Ortschaft im westafrikanischen Staat Gambia.
Nach einer Berechnung für das Jahr 2013 leben dort etwa 1069 Einwohner, das Ergebnis der letzten veröffentlichten Volkszählung von 1993 betrug 856.

## Geographie
Der Ort liegt am nördlichen Ufer des Gambia-Flusses in der North Bank Region, Distrikt Upper Niumi. Der Ort liegt an der Hauptstraße von Essau nach Albreda und Juffure. Auf der Straße liegt Essau in 17 Kilometer und 14 Kilometer Albreda entfernt.